# Luigi I d'Assia
Luigi I d'Assia (Prenzlau, 14 giugno 1753 – Darmstadt, 6 aprile 1830) è stato langravio d'Assia-Darmstadt con il nome di Luigi X, e, successivamente, Granduca d'Assia e del Reno fino alla sua morte.

## Biografia

### I primi anni

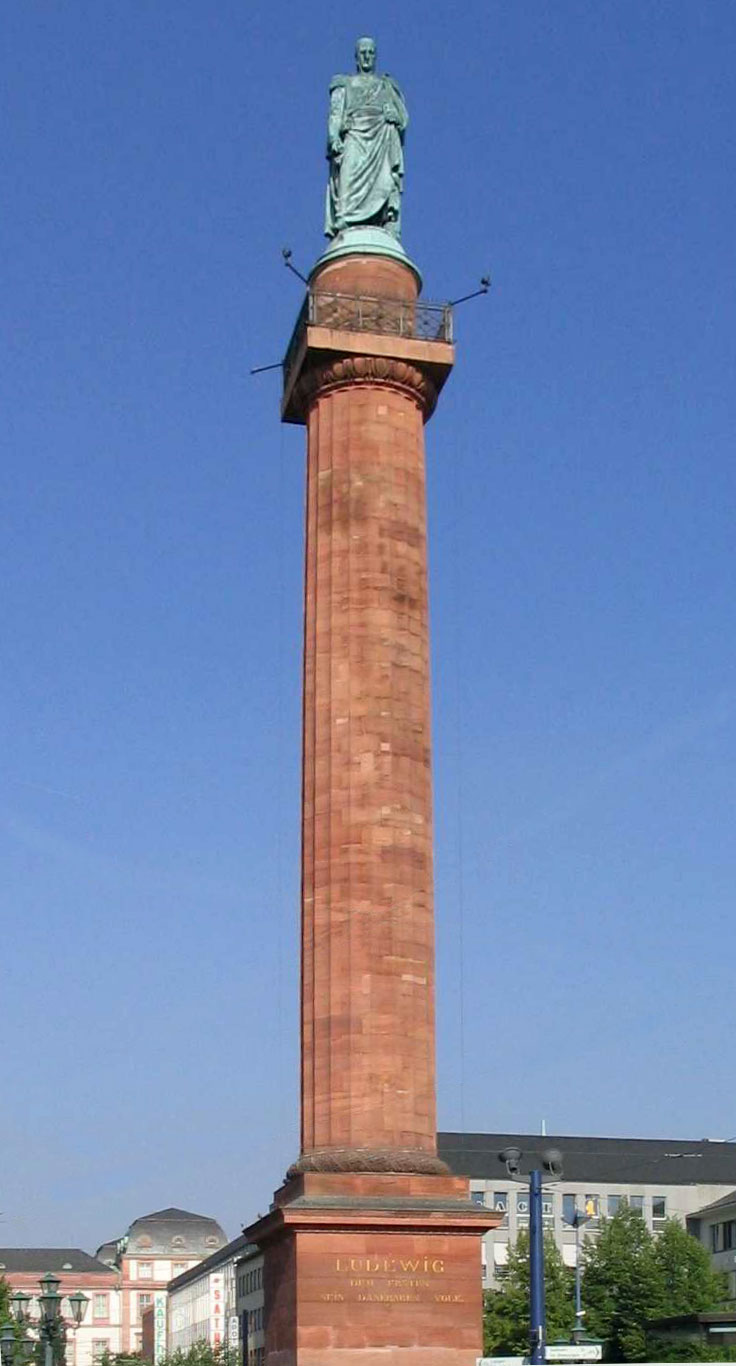
Il Langer Ludwig, monumento dedicato alla memoria di Luigi I a Darmstadt

Luigi era figlio di Luigi IX, Langravio d'Assia-Darmstadt, e della moglie Carolina del Palatinato-Zweibrücken-Birkenfeld. Luigi nacque a Prenzlau, dove il padre era di stanza per conto dell'esercito prussiano. I bambini crebbero con la madre nella residenza locale dei conti di Hanau-Lichtenberg, mentre il padre per la maggior parte del tempo si trovava lontano per dedicarsi alla carriera militare.
Luigi studiò dal 1769 presso l'Università di Leida, per poi intraprendere un Grand Tour europeo che lo portò a Londra ed a Parigi. In Francia conobbe D'Alembert e Diderot, gli ideatori dell'Encyclopédie francese. Fu membro della Massoneria. Con Melchior Grumm viaggiò verso la corte prussiana di Federico il Grande, dove soggiornava sua sorella Federica, sposata con l'erede al trono Federico Guglielmo. Nel 1773 prese parte in rappresentanza del padre al matrimonio di sua sorella Guglielmina con il granduca Paolo di Russia, poi zar a San Pietroburgo. Proprio in virtù di questo matrimonio diede inizio alla propria carriera militare, combattendo con il rango di generale nelle armate russe durante la guerra russo-turca del 1774. Nel 1776 Luigi si impegnò per un matrimonio con la principessa Sofia Dorotea di Württemberg, ma questo fidanzamento venne interrotto dalla zarina Caterina la Grande, che volle destinare Sofia Dorotea al figlio Paolo, dopo che gli era morta di parto la prima moglie Guglielmina, sorella di Luigi.
Dopo questo duro colpo, Luigi trascorse l'estate da sua sorella Luisa a Weimar, dove ebbe modo di parlare con Johann Wolfgang von Goethe. Il 19 febbraio 1777, a Darmstadt, sposò sua cugina, la principessa Luisa Enrichetta Carolina d'Assia-Darmstadt (1761-1829), figlia di suo zio Giorgio Guglielmo d'Assia-Darmstadt. La coppia visse alternativamente a Darmstadt ed a Fürstenlager.

### Langravio d'Assia-Darmstadt
Luigi assistette negli anni della sua presa di potere al notevole cambiamento che apporto la fine del secolo tra il sistema assolutista e quello costituzionale anche nell'Assia. Succedendo al padre nel 1790 alla morte di quest'ultimo come langravio d'Assia-Darmstadt, egli prese tra le prime decisioni quella di emettere dei regolamenti per dare maggiore libertà di culto a cattolici ed ebrei entro i confini del proprio principato.
Durante il periodo delle guerre contro la Francia rivoluzionaria, Luigi I non trascorse tempi ottimali per la sua esperienza di governo in quanto dopo la conquista di Magonza da parte dei riottosi, venne minacciato d'invasione a Darmstadt. L'Assia concluse dunque dei trattati con la Gran Bretagna e i Paesi Bassi per combattere insieme contro la Francia ma questi documenti ebbero fine con la dichiarazione di neutralità del langraviato nel 1799.

### Granduca d'Assia

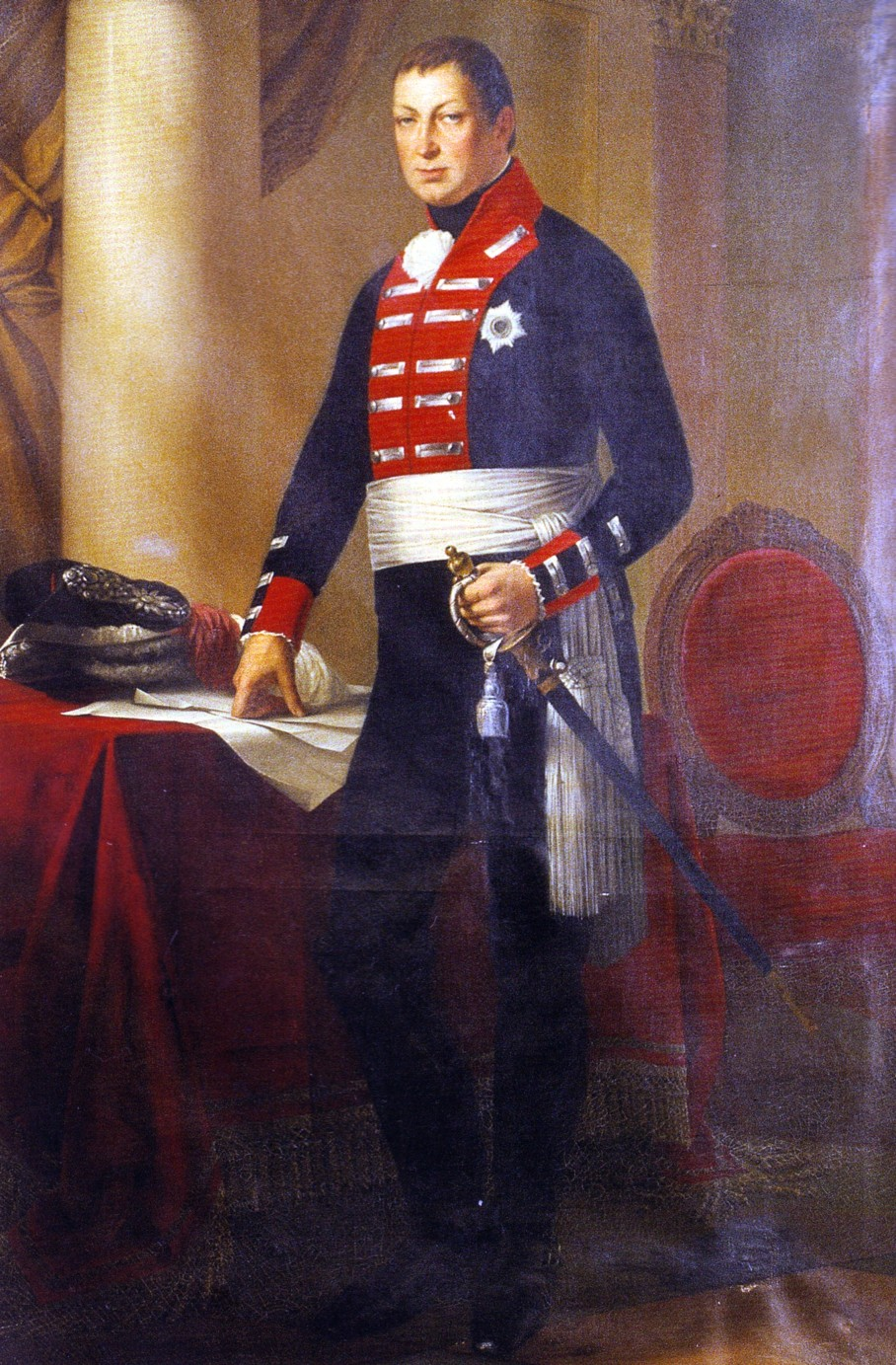
Luigi I ritratto come granduca d'Assia e del Reno

Egli assistette al notevole incremento territoriale che subirono i suoi domini dell'Assia-Darmstadt durante la riorganizzazione del Sacro Romano Impero (1801-1803), tra cui l'acquisizione del Ducato di Vestfalia, anticamente soggetto ai vescovi di Colonia. Alleato di Napoleone, Luigi nel 1806 venne elevato al grado di Granduca d'Assia e aderì alla Confederazione del Reno, che supervisionò il crollo dell'Impero. Al Congresso di Vienna, tra il 1814 ed il 1815, Luigi dovette cedere la Vestfalia, ma venne ricompensato con il distretto tedesco del Rheinhessen, con capitale Magonza sulla riva sinistra del Reno. Per questa aggiunta, egli cambiò il proprio titolo in Granduca d'Assia e del Reno.
Luigi I morì a Darmstadt il 6 aprile 1830 ed in sua memoria il figlio, nel 1844, fece erigere una colonna di 33 metri detta Langer Ludwig (ovvero Lungo Luigi), nel centro della Luisenplatz, la piazza principale di Darmstadt.

## Matrimoni ed eredi
Il 19 febbraio 1777, Luigi sposò la propria prima cugina, la Landgravia Luisa d'Assia-Darmstadt (15 febbraio 1761 - 24 ottobre 1829). La coppia ebbe sei figli:
- Luigi, poi granduca d'Assia con il nome di "Luigi II" (26 dicembre 1777 - 16 giugno 1830 ), sposò nel 1804 Guglielmina di Baden
- Luisa (16 gennaio 1779 - 18 aprile 1811), sposò nel 1800 il principe Luigi di Anhalt-Köthen
- Giorgio (31 agosto 1780 - 17 aprile 1856), sposò morganaticamente nel 1804 Caroline Török de Szendrö (1786–1862), creata baronessa di Menden e poi contessa di Nidda nel 1808 ed infine principessa di Nidda nel 1821
- Federico (14 maggio 1788 - 16 marzo 1867)
- Emilio (3 settembre 1790 - 30 aprile 1856)
- Gustavo (18 dicembre 1791 - 30 gennaio 1806)

## Antenati
|                                                |                                                    |                                                   | Genitori                                             |  |  | Nonni |  |  | Bisnonni                        |  |  | Trisnonni                  |  |
|                                                |                                                    |                                                   |                                                      |  |  |       |  |  | Ernesto Luigi d'Assia-Darmstadt |  |  | Luigi VI d'Assia-Darmstadt |  |
|                                                |                                                    |                                                   |                                                      |  |  |       |  |  | Ernesto Luigi d'Assia-Darmstadt |  |  | Luigi VI d'Assia-Darmstadt |  |
|                                                |                                                    | Elisabetta Dorotea di Sassonia-Gotha-Altenburg    |                                                      |  |  |       |  |  | Ernesto Luigi d'Assia-Darmstadt |  |  |                            |  |
| Luigi VIII d'Assia-Darmstadt                   |                                                    |                                                   |                                                      |  |  |       |  |  | Ernesto Luigi d'Assia-Darmstadt |  |  |                            |  |
|                                                |                                                    | Dorotea Carlotta di Brandeburgo-Ansbach           | Alberto II di Brandeburgo-Ansbach                    |  |  |       |  |  |                                 |  |  |                            |  |
|                                                |                                                    | Dorotea Carlotta di Brandeburgo-Ansbach           | Alberto II di Brandeburgo-Ansbach                    |  |  |       |  |  |                                 |  |  |                            |  |
|                                                |                                                    | Dorotea Carlotta di Brandeburgo-Ansbach           | Sofia Margherita di Oettingen-Oettingen              |  |  |       |  |  |                                 |  |  |                            |  |
| Luigi IX d'Assia-Darmstadt                     |                                                    | Dorotea Carlotta di Brandeburgo-Ansbach           |                                                      |  |  |       |  |  |                                 |  |  |                            |  |
|                                                |                                                    | Giovanni Reinardo III di Hanau-Lichtenberg        | Giovanni Reinardo II di Hanau-Lichtenberg            |  |  |       |  |  |                                 |  |  |                            |  |
|                                                |                                                    | Giovanni Reinardo III di Hanau-Lichtenberg        | Giovanni Reinardo II di Hanau-Lichtenberg            |  |  |       |  |  |                                 |  |  |                            |  |
|                                                |                                                    | Giovanni Reinardo III di Hanau-Lichtenberg        | Anna Maddalena del Palatinato-Birkenfeld-Bischweiler |  |  |       |  |  |                                 |  |  |                            |  |
| Carlotta di Hanau-Lichtenberg                  |                                                    | Giovanni Reinardo III di Hanau-Lichtenberg        |                                                      |  |  |       |  |  |                                 |  |  |                            |  |
|                                                |                                                    | Dorotea Federica di Brandeburgo-Ansbach           | Giovanni Federico di Brandeburgo-Ansbach             |  |  |       |  |  |                                 |  |  |                            |  |
|                                                |                                                    | Dorotea Federica di Brandeburgo-Ansbach           | Giovanni Federico di Brandeburgo-Ansbach             |  |  |       |  |  |                                 |  |  |                            |  |
|                                                |                                                    | Dorotea Federica di Brandeburgo-Ansbach           | Giovanna Elisabetta di Baden-Durlach                 |  |  |       |  |  |                                 |  |  |                            |  |
| Luigi I d'Assia                                |                                                    | Dorotea Federica di Brandeburgo-Ansbach           |                                                      |  |  |       |  |  |                                 |  |  |                            |  |
|                                                | Cristiano II del Palatinato-Zweibrücken-Birkenfeld | Cristiano I del Palatinato-Birkenfeld-Bischweiler |                                                      |  |  |       |  |  |                                 |  |  |                            |  |
|                                                | Cristiano II del Palatinato-Zweibrücken-Birkenfeld | Cristiano I del Palatinato-Birkenfeld-Bischweiler |                                                      |  |  |       |  |  |                                 |  |  |                            |  |
|                                                | Cristiano II del Palatinato-Zweibrücken-Birkenfeld | Maddalena Caterina del Palatinato-Zweibrücken     |                                                      |  |  |       |  |  |                                 |  |  |                            |  |
| Cristiano III del Palatinato-Zweibrücken       | Cristiano II del Palatinato-Zweibrücken-Birkenfeld |                                                   |                                                      |  |  |       |  |  |                                 |  |  |                            |  |
|                                                |                                                    | Caterina Agata di Rappoltstein                    | Giovanni Giacobbe di Rappoltstein                    |  |  |       |  |  |                                 |  |  |                            |  |
|                                                |                                                    | Caterina Agata di Rappoltstein                    | Giovanni Giacobbe di Rappoltstein                    |  |  |       |  |  |                                 |  |  |                            |  |
|                                                |                                                    | Caterina Agata di Rappoltstein                    | Anna Claudia di Salm                                 |  |  |       |  |  |                                 |  |  |                            |  |
| Carolina del Palatinato-Zweibrücken-Birkenfeld |                                                    | Caterina Agata di Rappoltstein                    |                                                      |  |  |       |  |  |                                 |  |  |                            |  |
|                                                |                                                    | Luigi Crato di Nassau-Saarbrücken                 | Gustavo Adolfo di Nassau-Saarbrücken                 |  |  |       |  |  |                                 |  |  |                            |  |
|                                                |                                                    | Luigi Crato di Nassau-Saarbrücken                 | Gustavo Adolfo di Nassau-Saarbrücken                 |  |  |       |  |  |                                 |  |  |                            |  |
|                                                |                                                    | Luigi Crato di Nassau-Saarbrücken                 | Eleonora Clara di Hohenlohe                          |  |  |       |  |  |                                 |  |  |                            |  |
| Carolina di Nassau-Saarbrücken                 |                                                    | Luigi Crato di Nassau-Saarbrücken                 |                                                      |  |  |       |  |  |                                 |  |  |                            |  |
|                                                |                                                    | Filippina Enrichetta di Hohenlohe-Langenburg      | Enrico Federico di Hohenlohe-Langenburg              |  |  |       |  |  |                                 |  |  |                            |  |
|                                                |                                                    | Filippina Enrichetta di Hohenlohe-Langenburg      | Enrico Federico di Hohenlohe-Langenburg              |  |  |       |  |  |                                 |  |  |                            |  |
|                                                |                                                    | Filippina Enrichetta di Hohenlohe-Langenburg      | Giuliana Dorotea di Castell-Remlingen                |  |  |       |  |  |                                 |  |  |                            |  |
|                                                |                                                    | Filippina Enrichetta di Hohenlohe-Langenburg      |                                                      |  |  |       |  |  |                                 |  |  |                            |  |